# Lokomotiva 498.0
Lokomotiva 498.0 zvaná „albatros“ je první poválečnou rychlíkovou lokomotivou v Československu. Konstrukčně navazuje na řadu 486.0 ze třicátých let a její výroba proběhla v letech 1946–47 ve Škodových závodech v Plzni (ale pod rokem výroby 1947). 40 vyrobených kusů bylo určeno především pro těžké rychlíky na hlavních tratích jako náhrada starší řady 387.0.
Díky elektrifikaci tratí a výrobě navazující řady 498.1 po roce 1955 byly lokomotivy z elitních výkonů stahovány a odcházely na méně důležité výkony. Dosluhovaly v sedmdesátých letech na osobních vlacích v Děčíně, Táboře a dalších lokalitách. Jako poslední byly zrušeny lokomotivy 498.001 a 022 v červnu 1976. Druhá jmenovaná byla převezena do železničního skanzenu v České Třebové a zachována do současnosti jako historická.

## Historie

### Výchozí typy

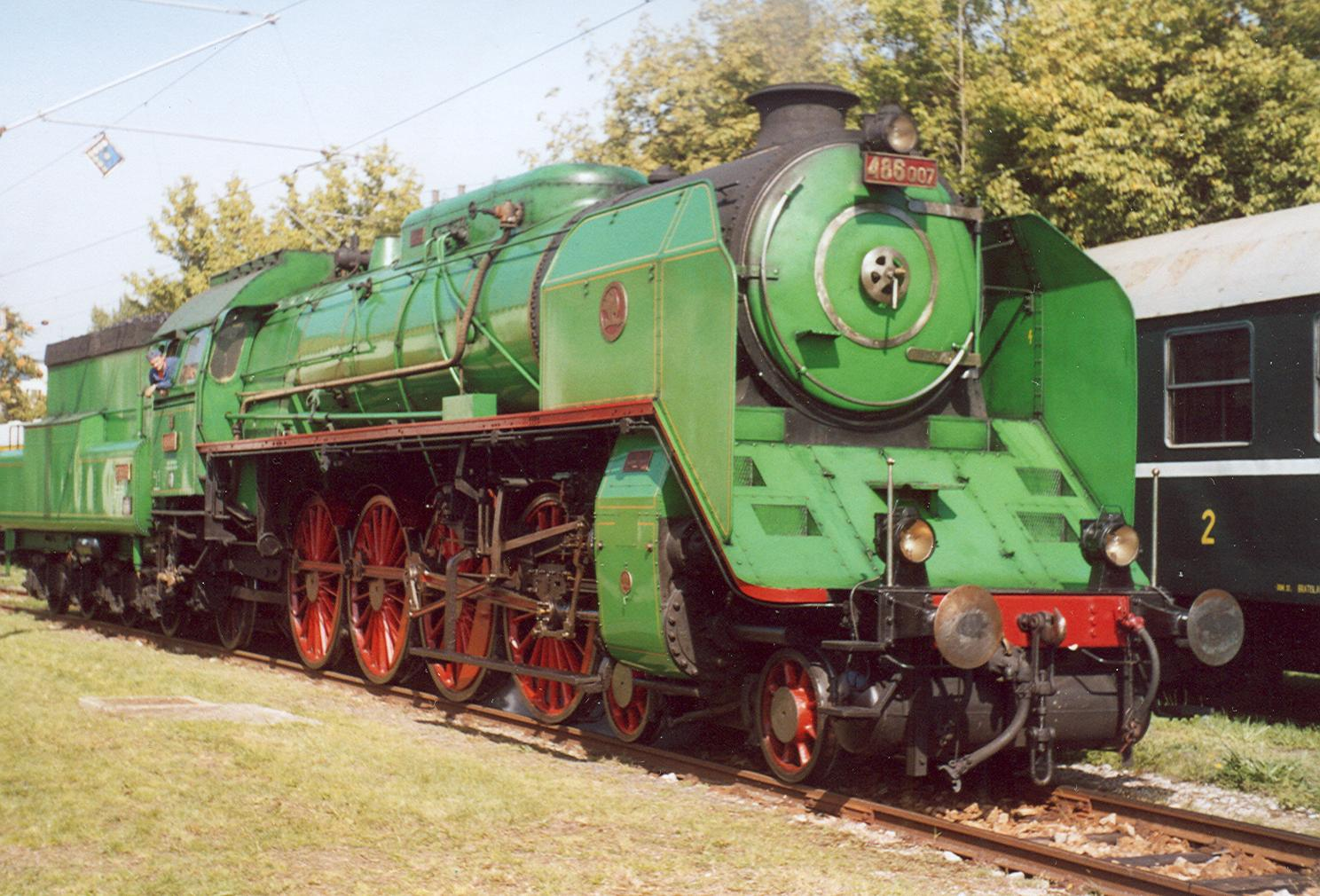
Lokomotiva řady 486.0

Již v roce 1926 byly ve Škodě vyrobeny první moderní rychlíkové lokomotivy řady 387.0. V době výroby přinesly velký přínos v provozu a nahradily staré rakouské lokomotivy, s rostoucí hmotností rychlíků ve třicátých letech ale jejich výkon a skutečnost, že měly pouze tři spřažená dvojkolí, komplikovala zajištění spolehlivého provozu těchto vlaků. Roku 1932 podávají Československé státní dráhy ve Škodových závodech i ČKD poptávku na vývoj a výrobu nových rychlíkových lokomotiv, které již mají mít čtyři spřažená dvojkolí, vyšší výkon a konstrukci moderního typu. Nová řada byla označena 486.0 a vyrobena mezi lety 1933–1938. Jejích 9 kusů sice řadu 387.0 na nejtěžších vlacích vystřídalo, pro plnou obměnu to však nestačilo.
Poté přišla druhá světová válka, která vývoj rychlíkových lokomotiv zastavila a oba výrobci se soustředili na výrobu lokomotiv nákladních a také zbraní. Myšlenka výroby nových strojů, které by doplnily starší 486.0, přišla opět krátce po skončení války. Nebylo na co čekat a bylo jasné, že lokomotivy by měly být dodány co nejdříve, jelikož situace začínala být neudržitelná a po ztrátě některých lokomotiv během války bylo nutné zajistit spolehlivý a rychlý provoz. V létě 1945 započalo na Ministerstvu železnic projednávání výroby nových lokomotiv a jako nejvhodnější varianta byla shledána úprava stávající řady 486.0.

### Objednávka, výroba

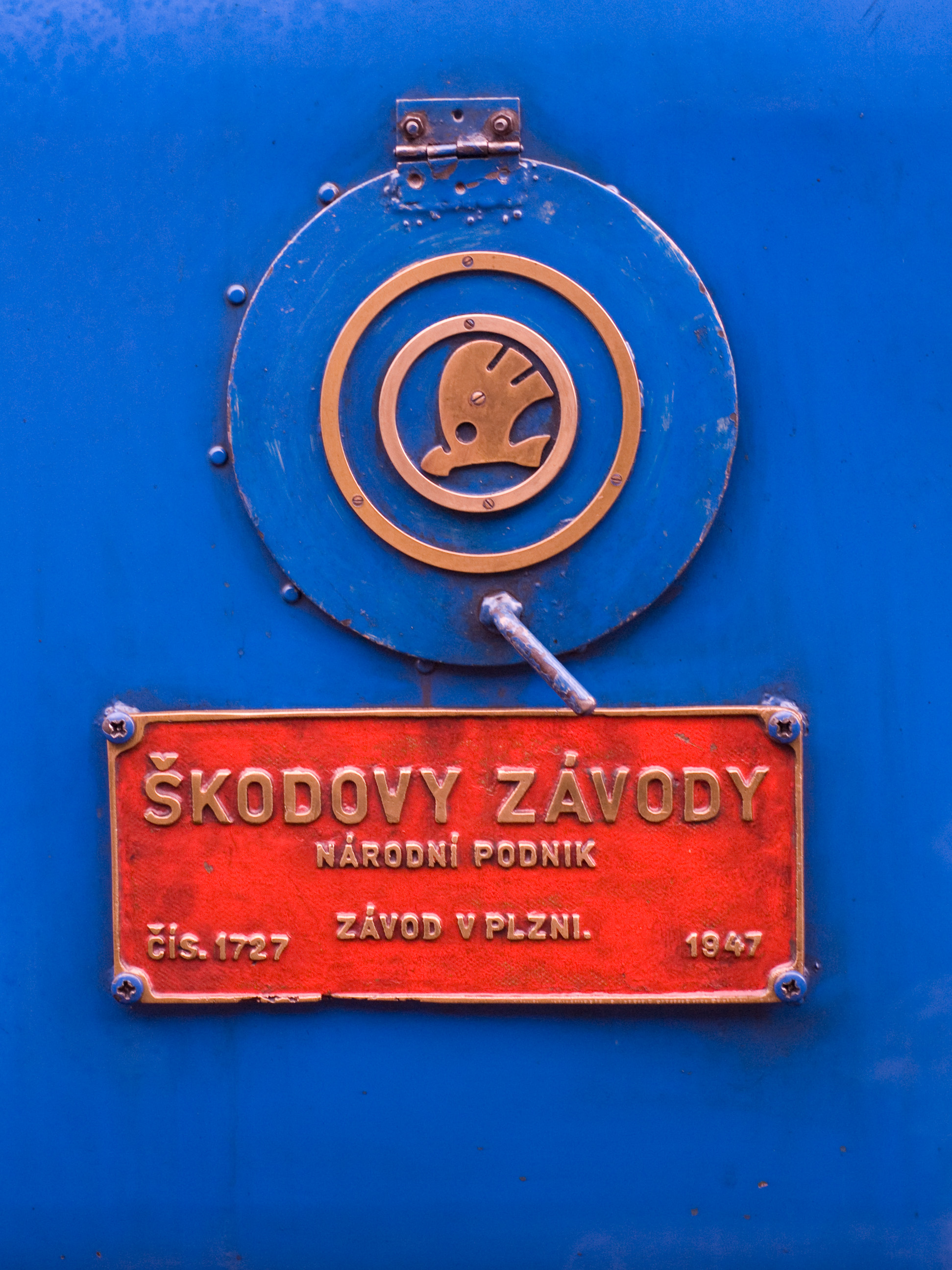
Výrobní štítek

Dne 6. října 1945 tak ČSD podaly ve Škodových závodech objednávku č. 18.162/45 - II/6 na 40 lokomotiv uspořádání 2’ D 1‘, vycházejících z řady 486.0 s drobnými změnami a vylepšeními. Bylo jim přiděleno označení řadou 498.0 a lokomotivka ihned začala s konstrukčními pracemi; v tovární dokumentaci jsou lokomotivy označeny typem 31Lo5 (v návaznosti na řadu 486.0 – 31Lo1-4). Za jednu lokomotivu si továrna naúčtovala částku 3 987 965 Kčs včetně tendru řady 935.0. Díky zkrácení termínů dodávek byla první lokomotiva 498.001 výrobně dokončena již na konci roku 1946 a 5. prosince se konala její zkušební jízda. Po záběhových zkouškách převzaly ČSD lokomotivu dne 18. prosince 1946 do výtopny Praha Masarykovo nádraží. Technicko-policejní jízdu na trati Praha – Česká Třebová vykonala až dodatečně a její datum zní 18. února 1947. Zbytek lokomotiv byl postupně dokončován a testován v první polovině roku následujícího a poslední stroj 498.040 byl převzat 28. června 1947. Při zkušebních jízdách dosahovaly lokomotivy běžně rychlosti až 135 km/h. Přes tyto vyjmenované skutečnosti byly všechny lokomotivy opatřeny rokem výroby 1947 (často se nesprávně uvádí rok výroby 1946–47, případně dokonce 1945–47). Celá řada byla po dodání zařazena do výtopny na Masarykově nádraží.
Ačkoliv šlo o jednorázovou sérii, vzájemně se některé lokomotivy mezi sebou lišily – prvních 34 strojů vyjelo z výroby s malými usměrňovacími plechy, poslední stroje čísel 035–040 obdržely plechy velké, prodloužené směrem dopředu. V průběhu let byly tyto komponenty průběžně měněny, a tak některé starší stroje později dostaly větší variantu.

### Přezdívka, barevné řešení

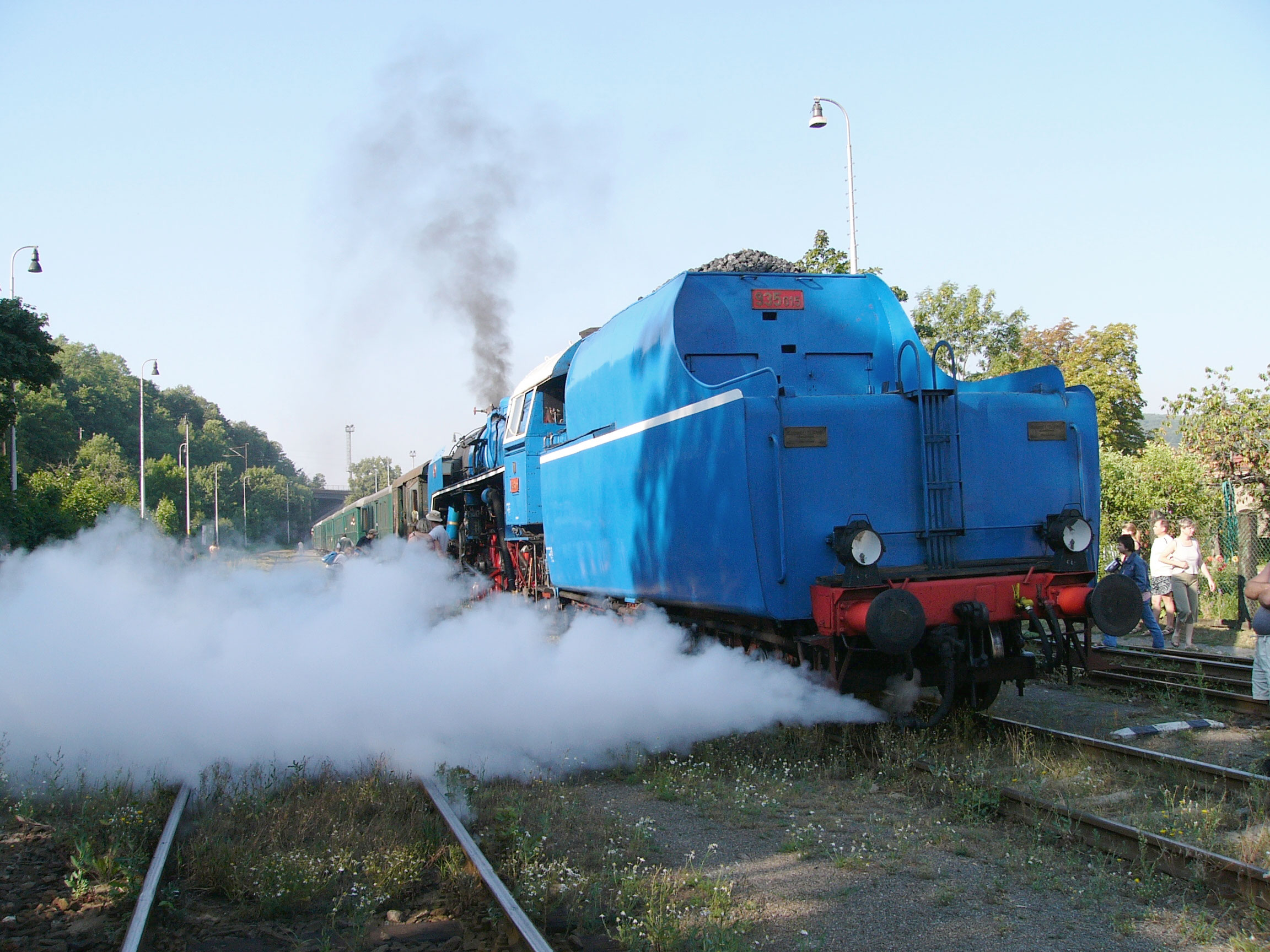
Pohled ze strany tendru

Už krátce po zařazení do provozu si lokomotivy vysloužily přezdívku, která jim zůstala prakticky po celý provozní život – „albatros“. Jejím původem je především fakt, že z výroby byly všechny lokomotivy lakovány do elegantní modrobílé kombinace, doplněné červenými koly a pojezdem, symbolizující tedy české národní barvy. Jejím autorem je akademický malíř Vilém Kreibich. V pozdním období provozu byly některé lokomotivy natírány do jiných odstínů (například černé), ale bílé detaily a zbytek barev obvykle zůstával stejný.

## Provoz

### Počátky
Jak již bylo zmíněno, z výroby převzala všechny lokomotivy výtopna Praha Masarykovo nádraží (později přejmenovaná na Prahu střed). Jelikož ale bylo jejich využití nutné i jinde, krátce nato část lokomotiv odcházela do výtopen Přerov a Bratislava, aby nahradila řadu 387.0 na jejích výkonech. Toto rozložení zůstalo prakticky beze změn zachováno i po celá padesátá léta. Lokomotivy sloužily v rychlíkové dopravě především na hlavních tratích Praha – Česká Třebová – Brno – Bratislava, Brno – Přerov – Bohumín a Bratislava – Žilina společně se staršími řadami 387.0 a 486.0, které ale obvykle vozily pouze lehčí nebo méně důležité vlaky.

#### Nehody
Už v této době byly zrušeny dva stroje – jako první se 498.019 nad ránem 1. října 1950 v čele R 10 mezi Březovou nad Svitavou a Hradcem nad Svitavou srazila s lokomotivou řady 555.1 a pro těžké poškození rámu ji již nebylo možné opravit. Zrušena byla v roce 1952. Podobně dopadla lokomotiva čísla 024, která se roku 1957 v Chocni srazila se strojem 414.412 a krátce nato byla zrušena.
Lokomotiva 498.033 se účastnila tragické nehody v Šakvicích v prosinci 1953, při které narazila zezadu do osobního vlaku. Byla sice poškozena, zrušení ji ale minulo a po opravě se vrátila následujícího roku opět do provozu.

### Postupující elektrifikace, přesuny
Během druhé poloviny padesátých let a počátku nové dekády nabrala elektrifikace železnic v Československu rychlý spád a nová trakce se začala rozšiřovat na stále více hlavních tratí. Jednou z prvních byla trať Praha – Česká Třebová, otevřená pro elektrický provoz v listopadu 1957. Pražské lokomotivy tak pomalu ztrácely své hlavní působiště a byly proto přesouvány jinam. V letech 1958–1960 odešly první stroje do Plzně, kde sloužily především na trati do Prahy, méně také do Domažlic a německého Furth im Wald. Další lokomotivy se dostaly do depa Děčín s určením pro trať do Kralup nad Vltavou a dále do Prahy jako náhrada dosluhujících „mikád“ řady 387.0. Zbytek skončil v Táboře, kde zajišťoval provoz zejména na trati do Českých Budějovic.
V Bratislavě byla řada 498.0 postupně vytlačena modernější řadou 498.1, vhodnější na nejtěžší vlaky. Obdobně dopadly přerovské stroje, kterým zbyly pouze podřadné výkony jako byly zastávkové osobní vlaky na hlavních tratích. Také byly příležitostně nasazovány na nákladní expresy, dokud tyto výkony nepřevzala například řada E 499.1 nebo střídavé S 499.0.

## Závěr provozu
Na konci šedesátých let začalo postupné rušení i řady 498.0, která se stala po příchodu nových motorových i elektrických lokomotiv jednou z nadbytečných. Jako první byla takto zrušena táborská lokomotiva 498.003, a to dne 30. ledna 1969. Rušení dále pokračovalo a během několika let byl počet provozních lokomotiv zredukován na méně než polovinu. Některé stroje končily jako stabilní vytápěcí kotle a sloužily tak ještě další léta; i tyto stroje ale byly většinou brzy zlikvidovány. 
Poslední dvojicí nasazovanou na vlaky se staly stroje čísel 001 a 022 z depa Děčín. Obě lokomotivy byly v posledním období provozu využívány na osobní vlaky na pražské trati, kde nahrazovaly poruchové „brejlovce“ řady T 478.3. Od roku 1974 již byly po boku dalších odstaveny a vyjížděly velmi sporadicky. Společně byly zrušeny ke dni 17. června 1976; zatímco první jmenovaná skončila podobně jako předešlé ve šrotu, číslo 022 bylo vybráno pro zachování do železničního skanzenu v České Třebové.

## Zachované lokomotivy
Do současnosti se ze čtyřiceti vyrobených kusů dochovaly dvě lokomotivy čísel 014 a 022. Ačkoliv ani jedna z nich není provozuschopná, jsou v majetku ČD a NTM a názornou ukázkou československé lokomotivní školy prvních poválečných let.

### 498.014
Méně známou je lokomotiva 498.014, sloužící po předání z Masarykova nádraží od roku 1948 v Bratislavě. Po deseti letech přešla do Plzně, kde zůstala jako provozní až do svého zrušení v roce 1973 a poté skončila jako vytápěcí kotel pod číslem K 585. O tři roky později ale bylo rozhodnuto o jejím předání Národnímu technickému muzeu a dostala se do jejího depozitáře v Čelákovicích. Zde stále zůstává v nekompletním stavu, o její opravě se ale díky mnohým technickým komplikacím neuvažuje.

### 498.022

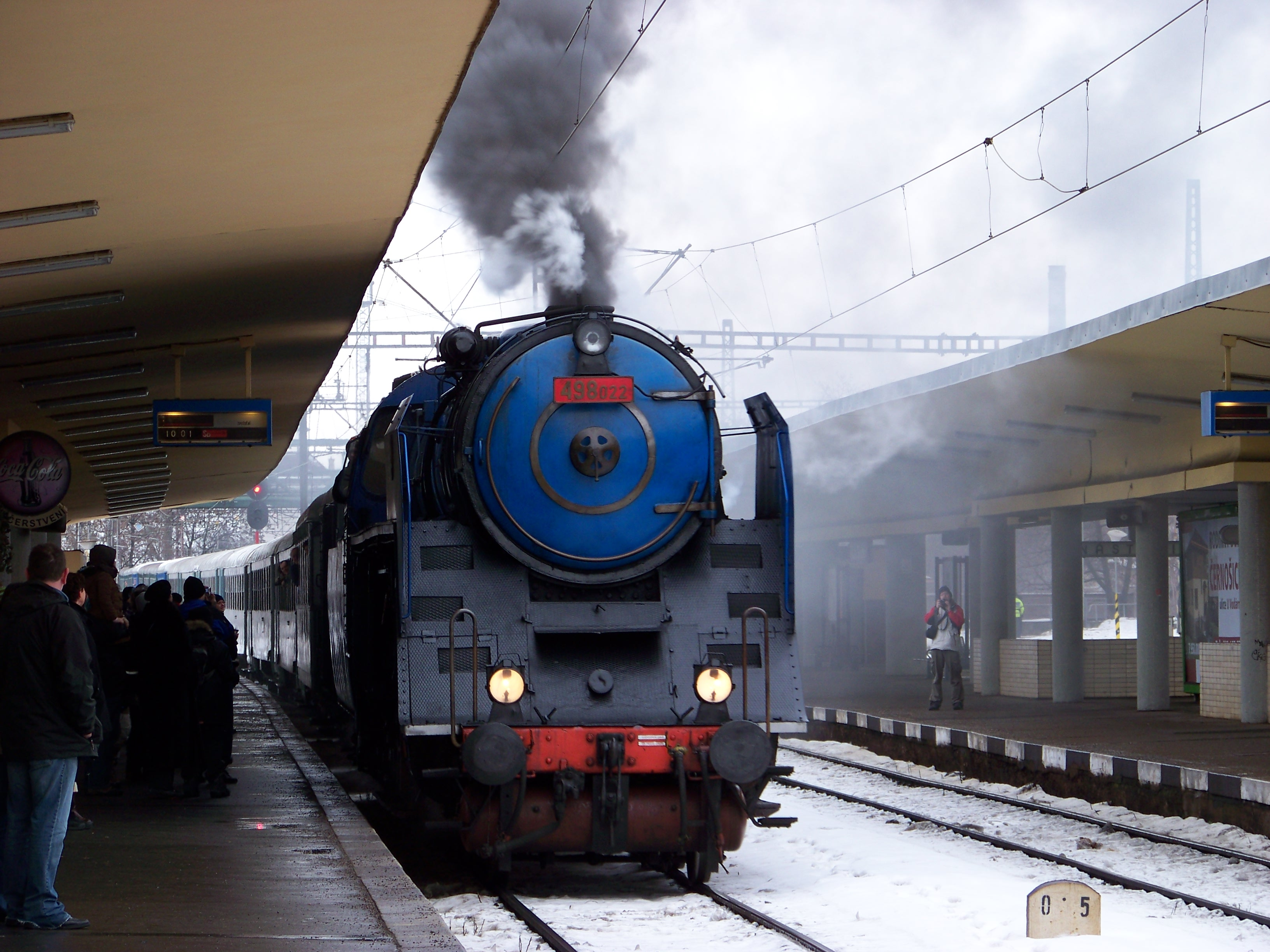
Stroj 498.022 v čele expresu na Křivoklát

Druhou a poslední existující je lokomotiva 498.022, dodaná na Masarykovo nádraží dne 29. března 1947. Během necelých tří desítek let provozu vystřídala depa v Přerově, Bratislavě, Bohumíně a poslední roky sloužila v Děčíně. Zde také v roce 1974 dojezdila a přestože byl její kotel ještě způsobilý, už do provozu nezasáhla. V červnu 1976 byla zrušena a převezena do České Třebové pro připravovaný železniční skanzen. Až do roku 1981 zde pod širým nebem chátrala; tehdy o ni projevil zájem spolek železničních fandů z depa v Praze-Libni a byla sem přesunuta za účelem opravy a opětovného zprovoznění. Po pěti letech úsilí a mnoha tisících hodin práce lokomotiva na jaře 1986 znovu vyjela a 1. června absolvovala novou technicko-bezpečnostní zkoušku. Od tohoto data zůstala po čtvrtstoletí provozní historickou lokomotivou a odvezla mnoho nostalgických vlaků. V rámci historických jízd zavítala i do více evropských států – roku 1989 se objevila v Amsterdamu na oslavách 150 let železnic v Nizozemsku nebo v roce 2007 navštívila výročí 120 let Gotthardské dráhy ve Švýcarsku. V provozním stavu zůstala až do prosince 2011, kdy skončila způsobilost kotle a lokomotiva byla odstavena. Po delší době došlo k rozpojení lokomotivy a tendru. Lokomotiva je v současnosti uchována v DHV Lužná u Rakovníka. V březnu 2024 bylo oznámeno, že za účelem opravy byla lokomotiva Českými drahami pronajata společnosti Steam Story Agency, která jí má do konce roku 2028 uvést do provozuschopného stavu. Celková doba pronájmu činí 30 let.